# Marco Ruggeri
Marco Ruggeri, né en 1969 à Crémone, est un organiste et professeur de musique classique italien.

## Biographie
Marco Ruggeri naît à Crémone en 1969. Il étudie aux conservatoires de Piacenza et Brescia, dont il sort diplômé d'orgue, clavecin et direction de chœur. Il poursuit sa formation musicale avec Andrea Marcon à la Schola Cantorum de Bâle,. Il est également diplômé de musicologie de l'Université de Pavie,. 
Il enseigne au Conservatoire de Novara et tient, dans sa ville natale, les fonctions d'assistant organiste à la Cathédrale, d'organiste titulaire de l'orgue 1877 Lingiardi à l'église San Pietro al Po, de consultant pour les restaurations d'orgue et de directeur de l'école diocésaine Dante Caifa de musique sacrée,.

## Prix et distinctions
- 1996 : premier prix au concours d'orgue de Bruges[2],[1]
- 1997 : premier prix au concours national de clavecin de Bologne[2],[1]
- 1998 : premier prix au concours d'orgue San Elpidio a Mare[2],[1]

## Discographie
Marco Ruggeri enregistre sur les labels Tactus, Sony, Stradivarius, MV Cremona, La Bottega Discantica, San Paolo.
Il interprète notamment les compositions de Bach, d'Amilcare Ponchielli, de Domenico Scarlatti, entre autres.
- Tactus Records TC.792901 (2003) - Padre Davide da Bergamo - parte I - Musica per la Liturgia - Organiste : Marco Ruggeri. Orgue des Frères Serassi, 1825-1838 (Piacenza, Basilique S. Maria di Campagna)
- Tactus Records TC.792902 (2003) - Padre Davide da Bergamo - parte II - Il Repertorio da Concerto - Organiste : Marco Ruggeri. Orgue des Frères Serassi, 1825-1838 (Piacenza, Basilique S. Maria di Campagna)
- Six sonates, op. 4 - Tommaso Giordani - Lina Uinskyte, violon ; Marco Ruggeri, clavecin, pianoforte et orgue (25-26 août 2014, Brilliant Classics) (OCLC 949472030)